# Battaglia di Sanluri
La battaglia di Sanluri (in sardo Sa battalla de Seddori, ma anche solo Sa battalla per antonomasia) fu combattuta il 30 giugno 1409 nella piana a sud del castello e del borgo fortificato di Sanluri, nella Sardegna meridionale, tra le truppe del Regno di Arborea guidate da Guglielmo III di Narbona e l'esercito di Martino I di Sicilia, erede della Corona d'Aragona e primogenito di Martino I di Aragona il Vecchio, chiamato anche l'Umano, quinto re di Sardegna.

## Premessa
Tra i regni della Corona di Aragona faceva parte integrante il Regno di Sardegna e Corsica, ideato nel 1297 da papa Bonifacio VIII, che lo infeudò al re d'Aragona Giacomo II, ottenendone in cambio la rinuncia al trono siciliano nel conflitto allora conosciuto come guerra del Vespro. I re d'Aragona si resero ben presto conto che per dare un senso compiuto a quell'investitura papale avrebbero dovuto conquistare militarmente la Sardegna e la Corsica dove però già preesistevano delle entità statuali autoctone. E infatti il regno nacque propriamente dopo la battaglia di Lucocisterna nel 1324, vinta dagli aragonesi e dai loro (allora) alleati Arborensi contro i pisani di Manfredi della Gherardesca signori del Cagliaritano e della Gallura, incamerandone i territori.
Ma la conquista dell'Isola fu tutt'altro che facile. Gli ambiziosi sovrani del regno di Arborea – desiderosi di unificare i territori isolani sotto la bandiera arborense - e la potente famiglia del ramo sardo-genovese dei Doria, restia a perdere i ricchi possedimenti nella parte settentrionale, opposero una tenace resistenza dando vita ad un lunghissimo e sanguinoso conflitto della durata di quasi cent'anni.
Già venti anni dopo la battaglia di Lucocisterna i regnicoli subirono una umiliante disfatta ad Aidu de Turdu da parte dei Doria, e poi, con la scesa in campo di Mariano IV d'Arborea, nel 1353, la guerra volse nettamente a favore degli Arborensi. Dopo cruente battaglie, i territori regnicoli furono ridotti ai soli porti del Castel di Cagliari e a quello di Alghero e di Longosardo, ormai allo stremo e riforniti solamente via mare. Gli arborensi riuscirono di fatto ad ottenere il controllo del territorio sardo coronando il loro sogno di unificazione della nazione sarda.
Dopo la morte della giudicessa de facto Eleonora d'Arborea nel 1402 – però - e cinque anni dopo quella del giovane erede Mariano V, si aprì una crisi dinastica che la Corona di Aragona, mai rassegnata a perdere l'Isola, volle sfruttare per continuare la guerra «e scongiurare il pericolo di perdere definitivamente il Regno di Sardegna e, con esso, una delle fondamentali tappe nella ruta de las islas per l'espansione politica e commerciale dei catalano-aragonesi nel Mediterraneo».

Stemma dei re d'Aragona

## Esercito di Martinoil Giovane
Salpato dalla Sicilia con un potente esercito su una flotta di 150 navi di cui 24 galeoni, dieci galee, quindici galeotte ed altre navi di minor grandezza, il 6 ottobre 1408, Martino I il Giovane giunse a Castel di Cagliari. Il 1º giugno 1409 la flotta aragonese in un violento scontro nelle acque dell'Asinara distrusse sei galere genovesi che portavano aiuto agli arborensi. Il suo esercito era comandato da Pietro Torrelles, capitano generale e luogotenente di suo padre Martino il Vecchio. Disponeva di ottomila fanti e tremila uomini a cavallo. Benché Inferiori di numero erano però militarmente preparati e molto ben organizzati. I fanti erano forniti di elmo, corazza e scudo, erano armati con una spada lunga ed una corta; era dotato inoltre di arcieri e balestrieri. I cavalieri provenivano dai diversi possedimenti della Corona ed erano principalmente aragonesi, siciliani, valenzani e balearici, armati di tutto punto con cavalli ben protetti da una solida armatura. Erano inoltre dotati di artiglieria, anche se antiquata, giunta a Castel di Cagliari dalla Spagna qualche decennio prima.

## Esercito di Guglielmo III
Nel Regno di Arborea in quegli anni la crisi dinastica produsse gravi danni ed il nuovo re Guglielmo III di Narbona-Bas non riuscì in poco tempo a attirare verso di sé la stima dei suoi soldati, né a dare all'esercito arborense una solida organizzazione militare per poter competere alla pari con quello molto più moderno del nemico. Era numericamente superiore, ma poco addestrato per combattere battaglie campali decisive. La fanteria era composta prevalentemente da soldati sardi sprovvisti di corazze e di armature adeguate. L'arma più utilizzata (secondo La Storia di Sardegna) era la virga sardesca, un particolare spadone che secondo alcuni storici aveva un corto manico di legno e una lama affilata. Alcuni avevano forconi e altre armi di fortuna. A dare aiuto però erano sopraggiunti contingenti di soldati pisani e francesi bene addestrati e contava sulla forza dei temibili balestrieri genovesi. La cavalleria era formata da 2000 cavalieri francesi bene armati e montati.

## La battaglia

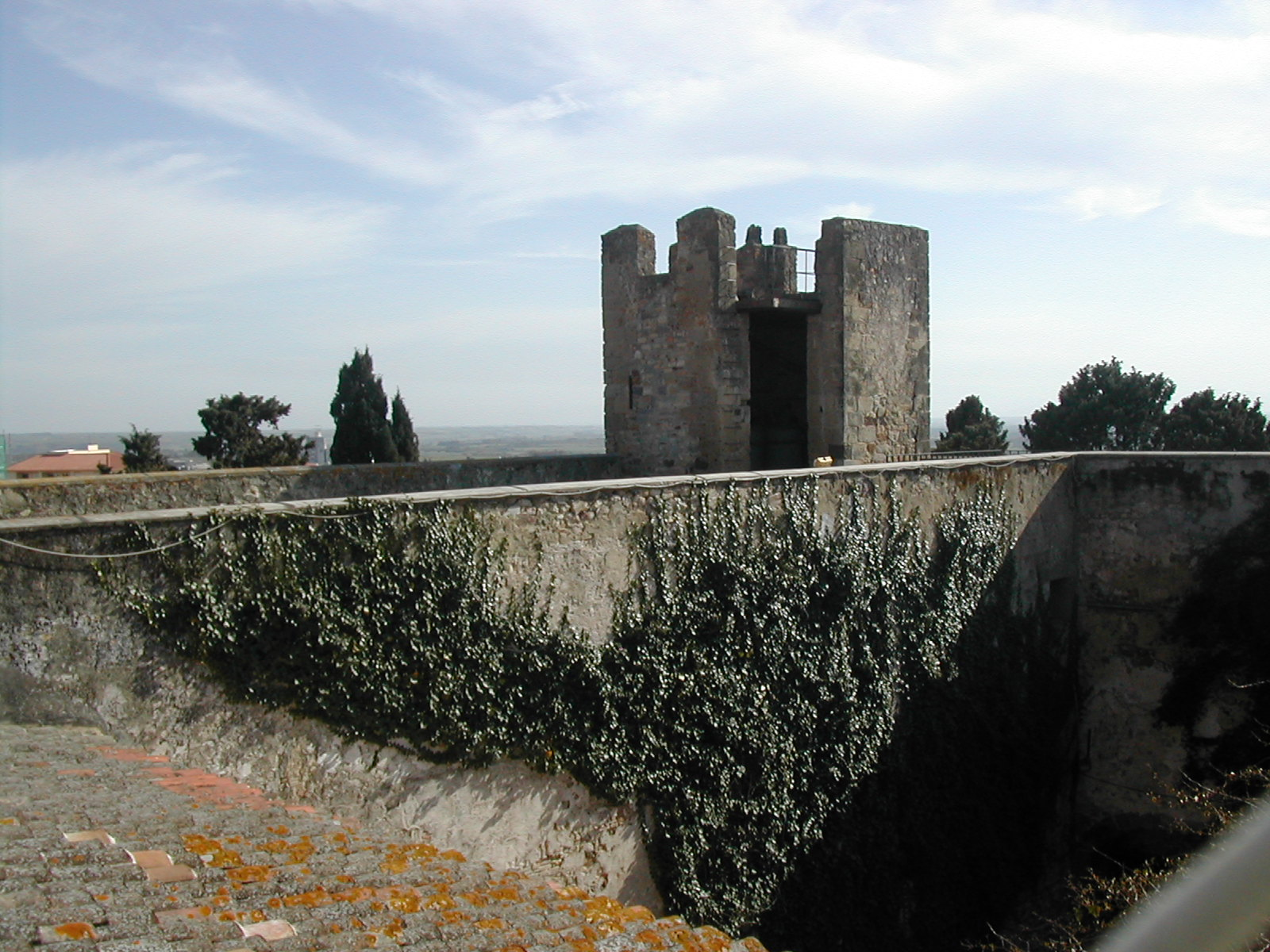
Il Castello di Sanluri

Il piano degli aragonesi prevedeva di puntare con il grosso dell'esercito verso il castello di Sanluri dove li attendevano gli arborensi, mentre dei distaccamenti avrebbero dovuto marciare uno verso ovest al comando di Giovanni de Sena nella direzione di Villa di Chiesa, importante centro dell'Iglesiente, e l'altro verso est al comando di Berengario Carroz, nei territori dell'Ogliastra e del Sarrabus a conquistare il castello di Quirra.
Dopo alcuni contatti tra avanguardie avvenuti alcune settimane prima, la domenica del 30 giugno, l'esercito di Martino il Giovane, dopo aver risalito il Flumini Mannu avvicinandosi a Sanluri, si mosse alle luci dell'alba dall'accampamento nel quale aveva passato la notte avvicinandosi al borgo fortificato di Sanluri. A quel punto Guglielmo III uscì allo scoperto con i suoi fanti e manovrò per lanciare la cavalleria francese contro la fanteria aragonese in un luogo che ancora oggi e chiamato Bruncu de sa Battalla (Poggio della Battaglia).
L'avanguardia aragonese era guidata da Pietro Torrelles e contava un migliaio di uomini armati mentre Martino I, più indietro guidava il grosso delle forze. Dimostrandosi abile stratega fece assumere al suo esercito una formazione a cuneo. La tattica si rivelò quella giusta in quanto pervenne a sfondare il fronte delle forze avversarie investendole nel centro del loro schieramento in linea. La manovra riuscì in pieno e divise l'esercito arborense in due tronconi. La parte sinistra si divise a sua volta in due parti: la prima ripiegò a Sanluri dove trovò rifugio nel borgo fortificato e nel castello di Eleonora; le mura però non resistettero all'assalto e le forze aragonesi irruppero passando a fil di spada 600 fanti e facendo prigioniere 300 donne. La seconda parte, guidata da Guglielmo III riuscì a rifugiarsi nel vicino castello di Monreale le cui mura ressero l'assalto.
Nel frattempo l'altro troncone dell'esercito arborense – quello destro - fu incalzato dai regnicoli che riuscirono a chiudere la via di fuga verso il borgo. Abilmente la cavalleria aragonese riuscì a spingerlo nella vallata di Furtei. Da qui - in realtà - attraversando il Flumini Mannu, avrebbe potuto risalire verso il borgo di Sanluri e riunirsi alle forze residue. Ma il fiume in quei giorni era eccezionalmente in piena. Gli aragonesi sfruttarono quell'opportunità e impiegarono la loro riserva tattica costituita da 2 000 soldati riuscendo così ad intrappolare gli arborensi. Questi da una parte non potevano attraversare il fiume e dall'altra furono costretti a difendersi risalendo un'altura, oggi nota col triste nome di S'Occidroxiu (il macello), dove finirono massacrati dagli aragonesi che occupavano saldamente la sommità.

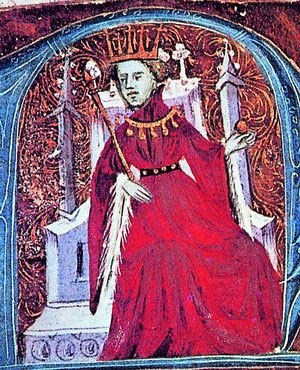
Alla morte di Martino il Vecchio, padre di Martino il Giovane si estinse la casata dei conti di Barcellona.

## Morte di Martino I
Nonostante la vittoria sugli arborensi, qualche tempo dopo destò grande scompiglio in Aragona la notizia della morte del giovane Martino I, ultimo discendente della casata dei conti di Barcellona, probabilmente dovuta alla malaria contratta mentre risaliva il Flumini Mannu dirigendosi verso Sanluri.
La battaglia di Sanluri segnò il declino del Regno di Arborea così come segnò anche il declino dei catalani all'interno della Corona di Aragona: la morte di Martino il Giovane infatti determinerà la scomparsa della catalanità dei re della Corona.
Il 31 maggio 1410, dieci mesi dopo la morte del figlio, moriva l'ultimo re di Aragona della casata dei conti di Barcellona. Dopo un difficile periodo di interregno il 28 giugno 1412 a Caspe venne eletto un nuovo re, Ferdinando I de Antequera, un castigliano.

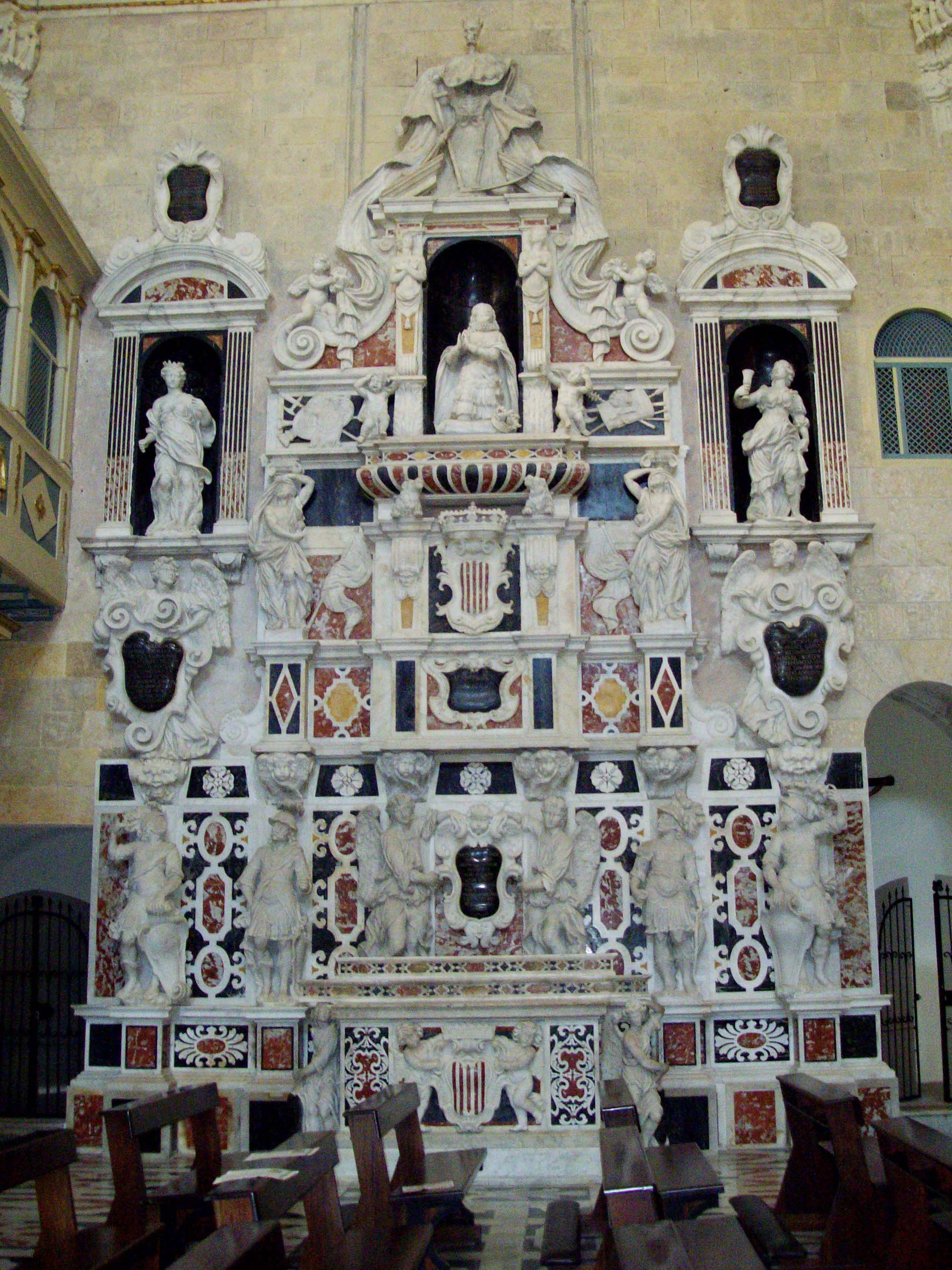
Duomo di Cagliari (transetto sinistro), mausoleo di Martino Il Giovane

### La Bella di Sanluri
Desta molta curiosità la leggenda che vuole la morte di Martino il Giovane causata – oltre che della malaria - anche dalle eccessive attenzioni di una bellissima giovane del borgo fortificato di Sanluri, la quale, per vendicare il massacro degli abitanti e dei soldati arborensi rifugiatisi nel castello, volle far giustizia a suo modo, sfiancando e riducendo allo stremo delle forze Martino I - che se ne era perdutamente invaghito - facendogli avere una lunghissima serie d'amplessi. A tal proposito lo storico Giuseppe Manno, nella sua opera Storia di Sardegna, scrive: 
(Giuseppe Manno, Storia di Sardegna, Volume III, pag 165)
 Anche lo storico Francesco Cesare Casula riporta la stessa notizia affermando: 
(Francesco Cesare Casula, Breve storia di Sardegna, pag 205)

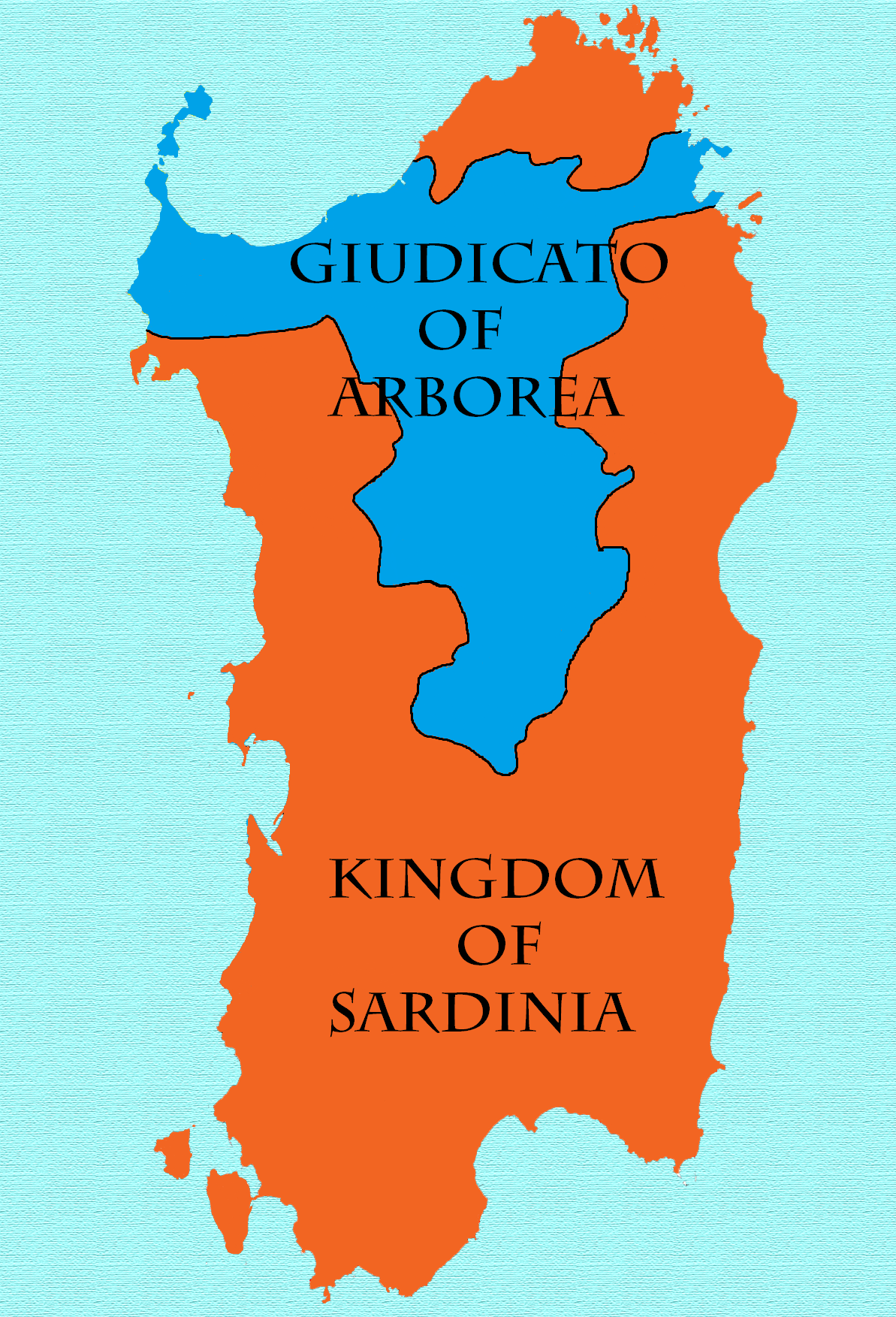
Il regno di Sardegna (in arancione) dopo la resa di Oristano il 29 marzo 1410

## Conseguenze della battaglia
Il 4 luglio si arrese Villa di Chiesa nelle mani di Giovanni de Sena. Nello stesso mese Guglielmo III di Narbona si imbarcò per la Francia in cerca di aiuti lasciando come giudice di fatto (judike de factu) suo cugino Leonardo Cubello ad organizzare le difese. Le conseguenze della disfatta a Sanluri furono pesanti ma non piegarono completamente gli arborensi. I combattimenti ripresero violentemente e l'esercito dei regnicoli si preparava alla conquista dei loro territori storici. Il 17 agosto l'esercito giudicale respinse un violento attacco contro Oristano per opera dei Moncada. 

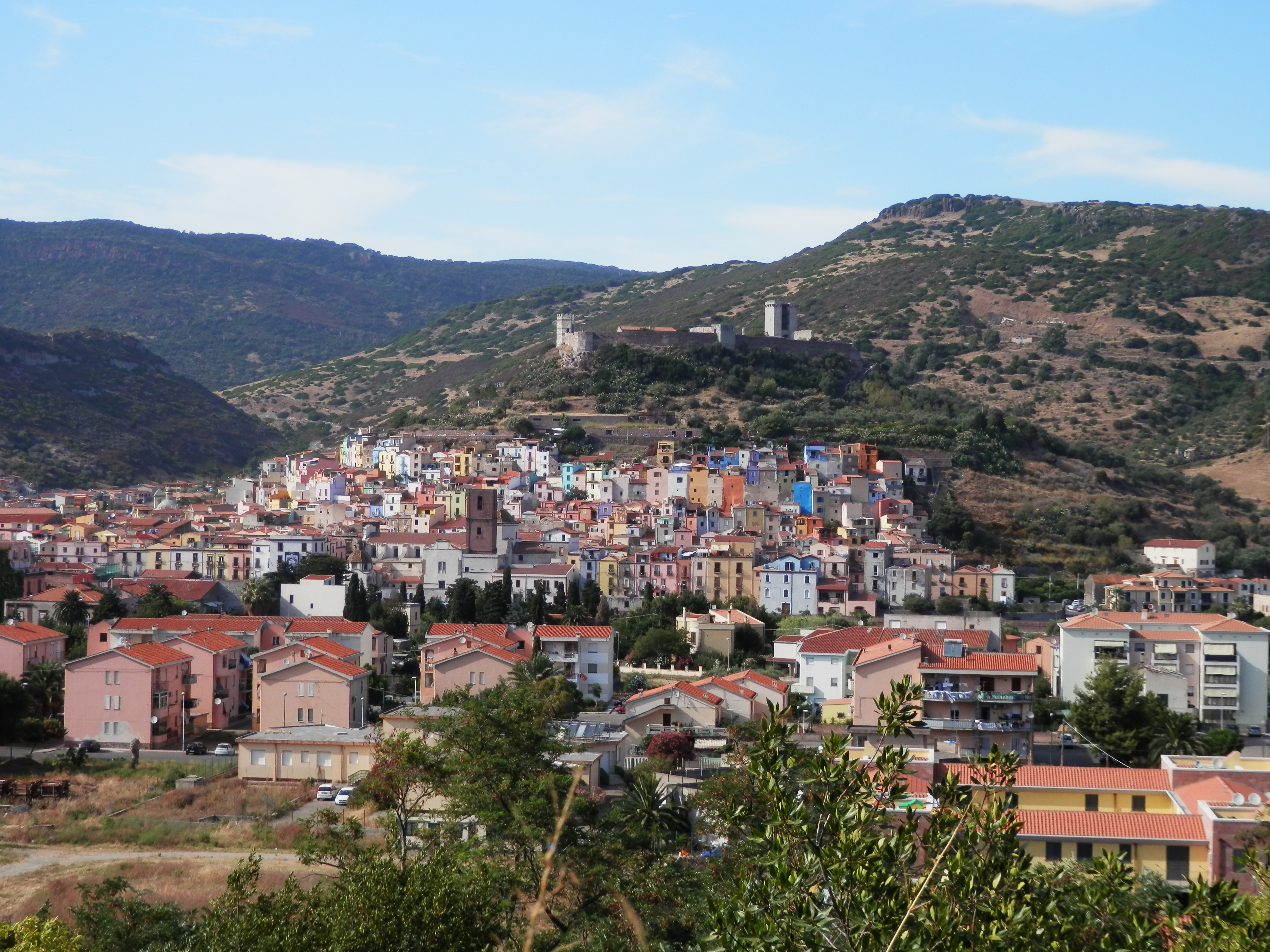
La caduta di Bosa, seconda città del Regno di Arborea, aprì la strada alla conquista di Oristano, la capitale.

Il giorno successivo Pietro Torrelles guidò i regnicoli nel sanguinoso scontro che si svolse nella piana tra Sant'Anna, Fenosu e Santa Giusta, ricordato come la Seconda Battaglia (Segunda Battalla). Gli aragonesi furono respinti e rimasero intrappolati nelle paludi subendo ingenti perdite. Secondo fonti spagnole la battaglia fu cruenta e rimasero sul campo 6 536 morti. A distanza di un mese e mezzo dalla disfatta di Sanluri le sorti della guerra erano ancora incerte. Gli arborensi continuarono a resistere e passeranno sette mesi prima che Pietro Torrelles espugni i castelli di Monreale, di Marmilla e di Gioiosaguardia, scardinando così le loro difese. Cadute queste roccaforti si aprivano le porte per la conquista di Oristano. Dopo aver ricevuto ingenti rinforzi, il 25 marzo 1410, l'abile comandante aragonese partiva dalla fortezza di Sanluri verso la capitale arborense. Evitando le fatali paludi e gli stagni di Fenosu e Santa Giusta si diresse verso Bosa, centro strategico e porto commerciale di vitale importanza per il Regno di Arborea. La città si difese strenuamente prima di arrendersi. La sua caduta permise ai regnicoli di puntare con tutte le forze verso Oristano. Le vicende dell'assedio della capitale restano un punto molto dibattuto dagli storici perché inspiegabilmente, senza combattere, Leonardo Cubello il 29 marzo 1410 firmò a San Martino fuori le mura la resa della città e di tutta l'Arborea storica. Secondo alcuni studiosi si trattò di tradimento.

## Note

Stemma del giudicato di Arborea